# Route nationale 60
Die Route nationale 60, kurz N 60 oder RN 60, war eine französische Nationalstraße, die von 1824 bis 1973 von Châteauneuf-sur-Loire bis Toul lief. Die Gesamtlänge betrug 310 Kilometer.

## Geschichte
Der Streckenverlauf der Nationalstraße ging auf die Route impériale 79 zurück.
1973 wurde der Abschnitt von Pont-Sainte-Marie bis Toul herabgestuft. Zusätzlich wurde der Abschnitt der Nationalstraße 152 von Orléans bis Châteauneuf-sur-Loire in den Straßenverlauf der N 60 integriert. Außerdem übernahm sie das Stück der N5, welches sie unterbrach:
- N 152 Orléans – Châteauneuf-sur-Loire
- N 60 Châteauneuf-sur-Loire – Sens
- N 5 Sens – Le Petit-Villiers
- N 60 Le Petit-Villiers – Troyes

1978 übernahm die N77 den sie unterbrechenden Abschnitt der N60 zwischen Troyes und Pont-Sainte-Marie. Zwischen Châteauneuf-sur-Loire und Orléans wurde die N60 so nach und nach auf eine nördlichere verlaufende neu erstellte Schnellstraße gelegt. 2006 erfolgte die Herabstufung auf voller Länge.
Die nördlich um Courtenay als N 60 angelegte Umgehungsstraße ist heute ein Teil der Autobahn 19.